# 隆戈内-阿尔塞格里诺
隆戈内-阿尔塞格里诺（義大利語：Longone al Segrino），是意大利科莫省的一个市镇。总面积1.53平方公里，人口1783人，人口密度1165.4人/平方公里（2009年）。ISTAT代码为013134。